# Protea acaulos
Protea acaulos (лат.) — небольшой кустарник, вид рода Протея (Protea) семейства Протейные (Proteaceae), произрастающий в юго-западной части Капской области в Южной Африке.

## Ботаническое описание

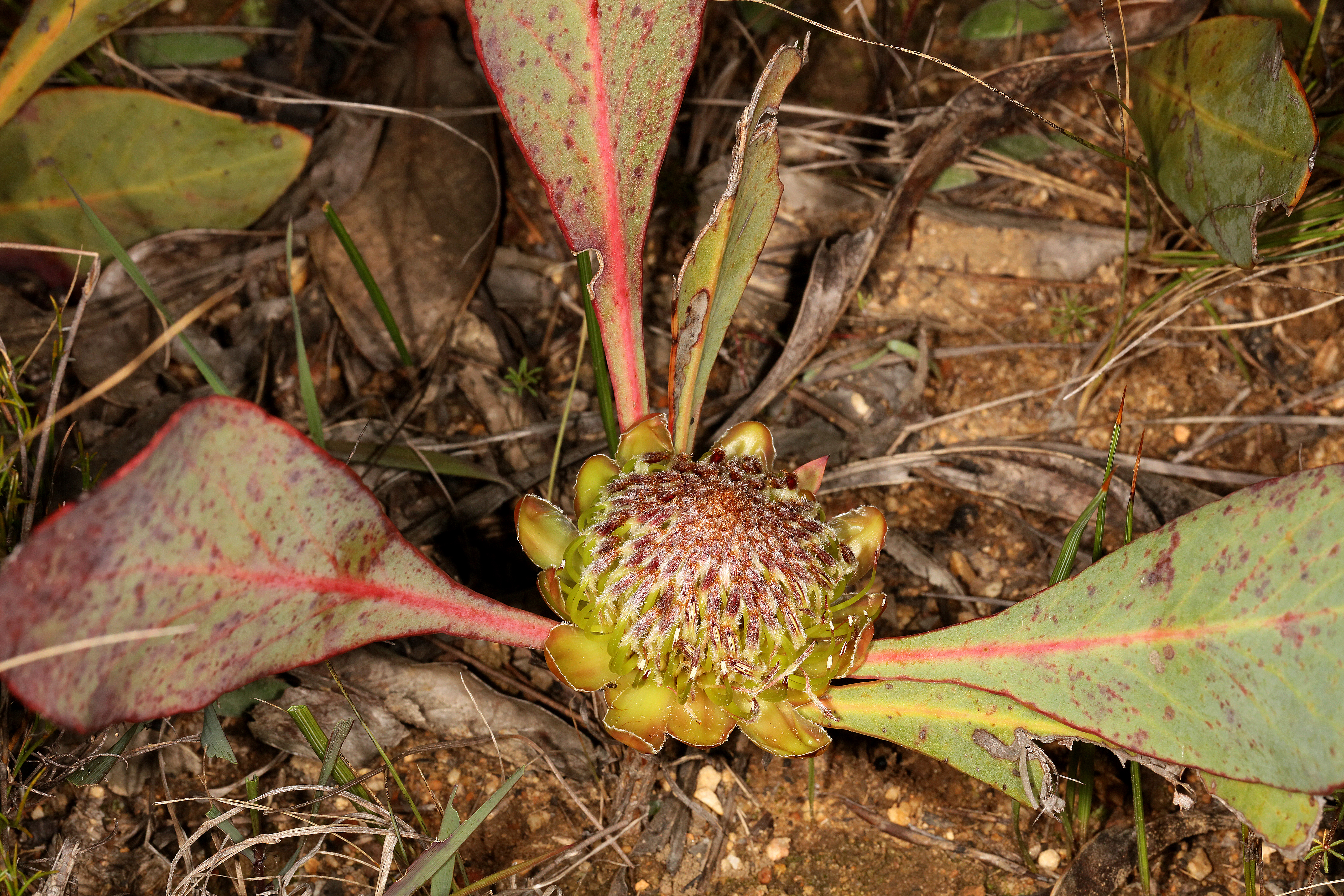
Цветущая Protea acaulos в природном заповеднике (Стелленбос, Западно-Капская провинция, ЮАР)

Protea acaulos — карликовый или ползучий кустарник с максимальной высотой около 30 см, хотя может расти только до 7 см, достигая 1 м в поперечнике. Ветви находятся под землёй, и растение вырастает в виде плотных пучков листьев, торчащих из-под земли. У P. acaulos толстый подвой, и он прорастает из подземных частей после того, как надземные части растения уничтожаются лесным пожаром. Вид очень долгоживущий: считается, что три поколения растений живут от 150 до 300 лет. Это однодомное растение, в каждом растении представлены и мужские, и женские цветки. Цветёт весной с июня по ноябрь.

## Таксономия
Вид был впервые описан как Leucadendron acaulon Карлом Линнеем в Species plantarum в 1753 году. Иоганн Якоб Райхард перенёс его в род Protea в части книги Systema plantarum 1879 года, неправильно написав видовое название как acaulis, которое использовалось в таком виде до 1912 года и приписывалось Карлу Петеру Тунбергу, но впоследствии написание было изменено на acaulos (греческий женский род). Также использовалось написание acaule.
Protea glaucophylla была описана Ричардом Энтони Солсбери в Paradisus Londinensis в 1805 году. Хотя вскоре, в 1809 году, он перенёс его в Erodendrum glaucophyllum в работе, опубликованной под авторством садовника Джозефа Найта под названием «О выращивании растений, принадлежащих к естественному отряду Proteeae», это обычно игнорировалось, и вплоть до 1912 года считалось, что Protea glaucophylla и P. acaulis были двумя похожими, но разными видами, причём P. glaucophylla имел более ограниченное распространение вокруг Тульбаха и Риверсдейла.

## Распространение и местообитание
P. acaulos — эндемик Западно-Капской провинции Южной Африке, но, тем не менее, широко распространён в этой провинции. Произрастает на Капском полуострове на юго-западе страны и, кроме того, растёт на равнинах к северу до Седерберга на северо-западе, до поселения Элим в национальном парке Агульяс, в горах Свартберг близ Каледона, горах Ривьерсонденд и к востоку от Бредасдорпа. Кроме этого, небольшая изолированная разобщенная популяция находится в горах Лангеберх недалеко от Барридейла. Часто встречаются одиночные растения.

## Экология
Вид является компонентом «комплекса кислых песков финбош», приспособленных к регулярным пожарам. P. acaulos растёт на высотах от 0 до 1500, или 1800 м над уровнем моря. Хотя вид предпочитает песчаные и аллювиальные почвы на равнинах или на нижних склонах низменных или горных финбошов, он также может встречаться в сланцевых и гранитных финбошах.
Цветки опыляют крысы, мыши и птицы. Семена сохраняются в высушенных огнестойких соцветиях (семенных головках), которые остаются прикрепленными к растению, и высвобождаются только после пожара через 1-2 года после цветения, причем распространение происходит под действием ветра.

## Охранный статус
Вид классифицировался как «находящийся под угрозой исчезновения» в 2019 году Южноафриканским национальным институтом биоразнообразия (SANBI). Это широко распространённый вид, однако считается, что его общая популяция значительно сократилась по всей Капской низменности из-за продолжающейся утраты и деградации среды обитания, причём настолько, что эксперты утверждают, что вид может вскоре начать считаться «уязвимым» на основании прогнозируемого сокращения популяции за последние три поколения кустарника.